# 250 a.C.
Il 250 a.C. (CCL a.C. in numeri romani) è un anno  del III secolo a.C.

## Eventi

### Per luogo

#### Egitto
- Tolomeo II incoraggia i residenti ebrei ad Alessandria a tradurre la Bibbia in greco. La versione tradotta sarà nota come la Septuaginta, perché circa 70 furono i traduttori.
- Muore il re di Cirene Magas. La di lui vedova Apama II e Antigono II (re dei Seleucidi) organizzano il matrimonio tra Demetrio il Bello, fratellastro di Antigono, e Berenice II, figlia di Magas e Apama. Quando però Demetrio arriva sul luogo, Apama diviene sua amante. Berenice reagisce con una rivolta nella quale Demetrio viene ucciso nella camera da letto di Apama.

#### Roma
- Prima guerra punica: i Romani spostano la loro attenzione sulla Sicilia, e mandano una flotta alla città cartaginese di Lilybaeum. Lungo la strada, i Romani mettono a ferro e fuoco le città di Selinous ed Heraclea Minoa, per poi arrivare a Lilybaeum ed assediarla.
- Secondo la tradizione (Orazio, Odi, iii. 5), i cartaginesi, sconfitti nella battaglia di Palermo, liberano Marco Attilio Regolo, il quale viene mandato a Roma per negoziare una pace o, se non è possibile, uno scambio tra prigionieri. Al suo arrivo, però, cambia idea e costringe il Senato a rifiutare entrambe le richieste e continuare la guerra, per poi tornare a Cartagine dove viene rinchiuso in una botte irta di chiodi che verrà fatta rotolare giù per la collina con lui all'interno.

#### Partia
- Andragora, satrapo seleucida della provincia della Partahia (o Partia), prova a rendersi indipendente dai Seleucidi.
- La Sogdiana è conquistata dai Parti.
- La Battriana conquista la propria indipendenza dall'Impero Seleucide (anno approssimato).

#### Cina
- Xiao Wen Wang diventa re della Dinastia Qin della Cina, ma muore prima della fine dell'anno.

### Per argomento

#### Arti
- A Patna, Binar, in India, viene completata la scultura maurya Didarganj Yakshi che regge una fiasca di mosche, ora conservata al Patna Museum.
- Sempre in India, viene eretta la Capitale Leone di Ashoka come parte del pilastro a Sarnath, Uttar Pradesh (anno approssimato). La scultura si trova ora al Sarnath Museum.

#### Astronomia
- L'astronomo e matematico alessandrino Eratostene valuta la circonferenza della Terra.

## Morti
- Geronimo di Cardia, storico e militare greco antico (n. 354 a.C.)
- Gongsun Long, filosofo cinese (n. 320 a.C.)
- Magas, sovrano macedone antico
- Posidippo, commediografo greco antico (n. 316 a.C.)